# 1956年美國總統選舉
1956年美国总统大选是第43届四年一次的总统选举，于1956年11月6日星期二举行。受欢迎的现任总统共和黨人德怀特·大卫·艾森豪威尔成功竞选连任。这次选举是1952年的重新选举，因为艾森豪威尔在1956年的对手就是四年前曾被他击败过的伊利诺伊州前州长阿德萊·史蒂文森。
艾森豪威尔最初因在第二次世界大战中的军事领导而闻名，但仍然广受欢迎。1955年的一次心脏病发作激起了他不会寻求第二个任期的猜测，但艾森豪威尔的健康状况得到了恢复，他在1956年的共和党全国代表大会上无人反对。史蒂文森仍然受到自由民主党核心的欢迎，但没有办公室，也没有真正的基础。他在1956年民主党全国代表大会的第一次总统选举中击败了州长W. Averell Harriman和其他几位候选人。史蒂文森呼吁政府大幅增加社会项目支出和减少军费开支。
由于这个国家享有和平－艾森豪威尔结束了朝鲜战争和经济增长，很少有人怀疑这位富有魅力的艾森豪威尔人的连任成功。他的选民不太可能提升他的领导记录。相反，这次突出的是“对个人品质的反应 - 对他的诚意，他的正直和责任感，他作为一个家庭男人的美德，他的宗教奉献，以及他纯粹的可爱性。”选举前几周，在中东和东欧发生了两次重大的国际危机，艾森豪威尔对危机的处理提升了他的知名度。
艾森豪威尔在1952年的大众和选举投票中略有改善。他在民主党人中保持了1952年的收益，特别是白人城市南方人和北方天主教徒。与1952年大选相比，艾森豪威尔从史蒂文森那里获得了肯塔基州、路易斯安那州和西弗吉尼亚州，同时失去了密苏里州。这是阿拉斯加和夏威夷入场前的最后一次总统选举，这是19世纪任何主要候选人出生的最后一次选举，也是最近一次选举的复选。

### 引用
1. ↑  . The American Presidency Project. UC Santa Barbara.   [2019-06-09]. （原始内容存档于2018-09-24）.

### 來源
- Leip, Dave. . Dave Leip's Atlas of U.S. Presidential Elections.   [May 24, 2005]. （原始内容存档于2008-09-18）.
- . U.S. Electoral College. National Archives.   [March 18, 2006]. （原始内容存档于2019-01-09）.
- Campaign commercials from the 1956 election（页面存档备份，存于）
- . United States Government Printing Office. 2001: 1131  [March 18, 2006]. （原始内容存档于2011-10-29）.
- . Maryland Manual. 1957–58, 167: 325  [2019-06-09]. （原始内容存档于2019-08-21）.
- . Library of Congress Online Catalog. Library of Congress.   [February 28, 2007]. （原始内容存档于2019-08-21）.

## 延伸閱讀
- Converse, Philip E., Warren E. Miller, Donald E. Stokes, Angus Campbell. The American Voter (1964) the classic political science study of voters in 1952 and 1956
- Divine, Robert A. . 1974. ISBN 0-531-06496-4.
- Gallup, George H. (编). . 3 vols. Random House. 1972. ISBN 0-394-47270-5. vol 2
- Martin, John Bartlow. Adlai Stevenson and the World: The Life of Adlai E. Stevenson (1977).
- Nichols, David A. Eisenhower 1956: The President's Year of Crisis--Suez and the Brink of War (2012).

## 外部連結
- 《大英百科全书》中的条目：United States presidential election of 1956（英文）
- The Election Wall's 1956 Election Video Page
- 1956 popular vote by counties（页面存档备份，存于）
- The Living Room Candidate: Presidential Campaign Commercials: 1952 – 2004
- How close was the 1956 election? — Michael Sheppard, Massachusetts Institute of Technology
- Eisenhower's 1956 presidential campaign, Dwight D. Eisenhower Presidential Library（页面存档备份，存于）
- 收藏的电视短片It's Ike and Nixon! 1956/08/23 (1956)"[更多内容]
- 收藏的电视短片Landslide for Eisenhower, 1956/11/08 (1956)"[更多内容]
- 收藏的电视短片Eisenhower Re-Elected, 1956/11/05 (1956)"[更多内容]
- Election of 1956 in Counting the Votes